# Ermita de San Bartolomé y San Blas (Arroyo de la Luz)
La ermita de San Bartolomé y San Blas es un antiguo templo ubicado en Arroyo de la Luz, provincia de Cáceres, en la comunidad autónoma de Extremadura, España, y que fue construida entre los siglos XV y XVI, adquiriendo una gran tradición religiosa en el municipio. 
En el año 1851, el edificio fue comprado por Juan Marín de Sobremonte y destinada a vivienda particular.

## Construcción
La ermita contaba con un campanario y un altar frontal que estaría en la cabecera de la ermita. Aunque fueron derruidos, y solo queda un sillar adosado a la entrada.
En el año 1560, el pintor Luis de Morales utilizó la ermita como su estudio y taller, ya que allí pintó las veinte tablas que componen el retablo mayor de la iglesia parroquial de Nuestra Señora de la Asunción, por cuya obra cobró 400 ducados (equivalente a unos 3000 euros).
Tras la compra y uso particular de la ermita, los bienes artísticos como la escultura de San Blas se trasladó a la iglesia de la Asunción y el cuadro del santo a la ermita de la Virgen de la Luz, dentro del mismo municipio.